# Копенки
Копенки (рос. Копёнки) — присілок в Желєзногорському районі Курської області Російської Федерації.
Населення становить 375 осіб. Входить до складу муніципального утворення Копенська сільрада.

## Історія
Населений пункт розташований на території українського етнічного та культурного краю Східна Слобожанщина.
Від 2004 року входить до складу муніципального утворення Копенська сільрада.

## Населення
| 1866 | 1897 | 1926  | 1979 | 2002 | 2010 |
| ---- | ---- | ----- | ---- | ---- | ---- |
| 322  | ↗485 | ↗1415 | ↘600 | ↘428 | ↘375 |